# Steve Atwater
Stephen Dennis Atwater (Chicago, Illinois, 28 de octubre de 1966), más conocido como Steve Atwater, es un exjugador profesional estadounidense de fútbol americano que se desempeñó en la posición de safety en la National Football League (NFL). Es miembro del Salón de la Fama del Fútbol Americano Profesional.

## Carrera
Atwater jugó como profesional diez temporadas en Denver Broncos (1989-1998), después pasó a New York Jets, donde jugó una temporada (1999), y fue el equipo en el que se retiró.

## Reconocimiento
En 2020, ingresó como miembro al Salón de la Fama del Fútbol Americano Profesional.